# Чимальма
Чимальма (Чимальму) — богиня в мифологии ацтеков. Считалась женой Мишкоатля и матерью Кецалькоатля.
Имя Чимальма означает «со щитом в руке» или «Щит Земли».
В мифологии науа Чимальма — «Мать Народов».
По одной из легенд у Чимальмы долго не было детей. Она молилась на алтаре Кецалькоатля и служитель культа сказал, что ей нужно проглотить небольшой драгоценный камень — жад. После того, как она проглотила жад, был зачат Кецалькоатль.